# بادی مورفی
متیو آدامز ( زادهٔ ۲۶ سپتامبر ۱۹۸۸ ) کشتی‌گیر کشتی حرفه‌ای اهل استرالیا است. او اکنون در شوی دینامیت کمپانی AEW با نام رینگی مورفی (کوتاه شده نام رینگی قبلی او، بادی مورفی) کشتی می گیرد.